# Гіноайка
Гіноайка (рум. Ghinoaica) — село у повіті Прахова в Румунії. Входить до складу комуни Ваду-Сепат.
Село розташоване на відстані 71 км на північ від Бухареста, 30 км на північний схід від Плоєшті, 134 км на захід від Галаца, 91 км на південний схід від Брашова.

## Населення
За даними перепису населення 2002 року у селі проживала 171 особа, усі — румуни. Усі жителі села рідною мовою назвали румунську.